# 1170.
1170. je osmo desetletje v 12. stoletju med letoma 1170 in 1179. 